# Fjelldalen
Fjelldalen är en herrgård i Harplinge socken, Halmstads kommun, Halland.
Godskomplexet Fjelldalen bildades 1852-1873 av sammanslagna delar från olika jordbruk i Harplinge socken, totalt 700 hektar, som inköptes av godsägaren och riksdagsmannen Alfred Bexell. Han gav sin nya egendom namnet Fjelldalen och drev där åkerbruk, kreatursavel och skogsbruk. Sedan 1886 ägs godset av medlemmar av släkten von Segebaden. Fastigheten består idag av 250 ha åker, 390 ha skog samt 72 ha golfbana. 
Fjelldalens corps-de-logi skadades av brand 1887 och byggdes senare om efter ritningar av arkitekten Per Lennart Håkanson.

## Ägare
- 1852 - 1874 Alfred Bexell
- 1874 - 1886 Karl Petter Nissen Langkilde
- 1886 - 1893 Ludvig von Segebaden, Bexells kusin
- 1893 - 1921 Gustaf von Segebaden, den föregåendes son
- 1921 - 1936 Bertil von Segebaden, den föregåendes son
- 1966 - 1994 Bengt von Segebaden, den föregåendes son
- 1994 -      Dag von Segebaden, den föregåendes son